# Mansergh
Mansergh är en by och en civil parish i Cumbria, England. Orten har 141 invånare (2001). Den har en kyrka.